# Градуса Посавска
Градуса Посавска је насељено место у општини Суња, Сисачко-мославачка жупанија, Република Хрватска.

## Историја
Насеље се до територијалне реорганизације у Хрватској налазило у саставу бивше велике општине Сисак.

## Становништво
| Националност       | 1991.        |
| Хрвати             | 160 (98,76%) |
| Срби               | 2 (1,23%)    |
| Југословени        | 0            |
| остали и непознато | 0            |
| Укупно             | 162          |